# Yamna Lobos
Yamna Carolina Lobos Astorga (Santiago de Chile, Chile; 26 de febrero de 1983) es una bailarina, presentadora de televisión, empresaria y titulada de técnico de nivel superior en actividad física y deporte chilena. Tras pasos por programas como Generación 2000 de Venga conmigo y Mekano, alcanzó notoriedad masiva en su país como participante del programa Rojo Fama Contrafama de TVN, consolidándose como una de sus integrantes más emblemáticas, reflejado en la obtención el premio a la "Más Popular de Rojo" de todos los tiempos en 2005 y destacándose también su rol en la cinta Rojo, la película basada en el mismo programa en 2006 siendo la única mujer bailarina del elenco en participar en ella.

## Primeros años
Yamna Lobos nació en la comuna de Providencia, Santiago de Chile. Hija de Yamna Astorga y Adolfo Lobos; hermana mayor de Fabián Lobos Astorga. Comenzó su carrera artística siendo niña. Entre los 8 y 18 años bailó en el Ballet Folclórico de Chile  (BAFOCHI), haciendo giras a nivel internacional en una época inolvidable que la llevó a conocer y recorrer países como Francia, Alemania, Australia, Bélgica, Holanda, Suecia, Italia, España e Israel, y a pesar de la preocupación de su madre por la edad la apoyó desde el primer momento. Aunque era muy chica, después de pertenecer al Bafochi, el aprender a enfrentar al público, fue una de las cosas importantes que aprendió además de su pasión por el baile. Ella añade:

“Me di cuenta que no es necesario tener un título para bailar, pero voy a seguir toda mi vida porque es algo que llevo en la sangre”.

En 1992, a la edad de 9 años, dejó un papelito en el Muro de los Lamentos en Israel con su sueño más grande en la vida. Pidió llegar la televisión: "Quiero ser bailarina famosa de televisión", escribió.

## Carrera
En el año 2000, Yamna comienza su carrera en la televisión donde forma parte de Generación 2000 del programa Venga conmigo de Canal 13; al año siguiente, en 2001, se integró al Team de Mekano de Mega. Sin embargo, al poco tiempo la despidieron. Un año después se incorporó al programa Rojo Fama Contrafama de TVN, en donde alcanza una mayor popularidad obteniendo el tercer lugar de la primera generación de artistas (cantantes y bailarines), siendo la única mujer de los bailarines finalistas y logrando así incorporarse al elenco estable, llamado el Clan Rojo. En 2003, se sometió a una cirugía de implantes de pechos;[cita requerida] luego realizó diversas sesiones fotográficas para el sitio web de TVN, el cual arrasó con miles de visitas en internet que rompió con todos los récords de visitas. En esa ocasión, la bailarina desplazó a todos sus compañeros de Rojo que ya habían posado para las cámaras del portal. Durante la primera semana recibió 1.881.237 visitas, donde en el primer día 542.248 personas ya la habían visto. Al mes posó nuevamente, vestida de egipcia, donde en siete días la vieron 1.218.407 visitantes, arrasando nuevamente en la web y así llamándola en el programa "La Faraona de Internet" por los miles de visitas que recibió.[cita requerida]
El 22 de diciembre de 2005, en una gala del programa Rojo que se realizó en el Teatro Caupolicán de Santiago fue otorgado el premio al Más Popular de Rojo de todos los tiempos de dicho programa, siendo Yamna la ganadora indiscutida con más 47 000 votos del público, más del doble de los votos que obtuvo Daniela Castillo con el segundo lugar que solo tuvo 23 430 votos.

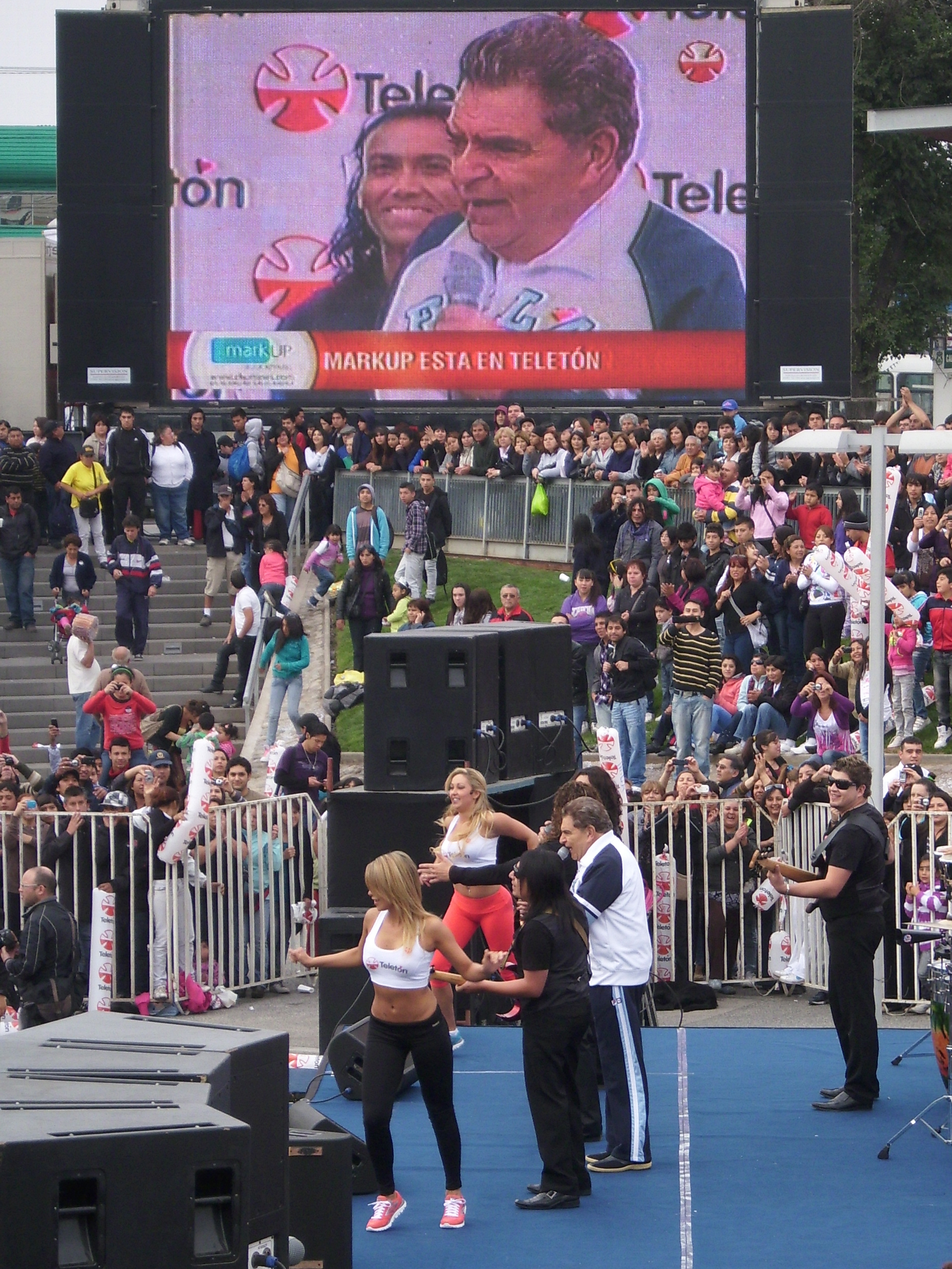
Lobos junto a Don Francisco, Francesca Cigna y el grupo La Noche durante el show realizado en la Plaza de Maipú para la Teletón la mañana del sábado 3 de diciembre de 2011.

Ese mismo año Yamna incursionó como cantante junto con la bailarina Maura Rivera grabando un cover del tema «La Cocotera» del disco Clan Rojo en verano, siendo el tema más escuchado del verano y convirtiéndose en un éxito en ese entonces. Tal fue el éxito de la canción que lograron obtener un disco de oro.[cita requerida] Sin embargo, al tiempo después se dice que el tema fue un plagio, ya que correspondería a la cantante argentina Karina Crucet, la cual quiso tomar acciones judiciales por dicho cover de la canción, según ella, habría sido un mal uso del material, sin la autorización propia y en perjuicio de ella.
Ese mismo año, grabaron un nuevo tema llamado «Enamórame» y lanzándolo a inicios de 2006, correspondiente a un cover de 2003 del cantante Papi Sánchez, perteneciente al disco «A mover el esqueleto» en donde varios integrantes del elenco Clan Rojo interpretan un tema. También, en ese mismo año Yamna editó su álbum éxito de ventas del sello Universal, titulado El perreo de Yamna, CD de varios intérpretes del mundo del reguetón, y donde de paso enseñaba al público algunos de los más audaces movimientos de este baile.
En diciembre de 2004 tuvo una sección en el estelar Noche de juegos de TVN, siendo la única bailarina del programa Rojo en tener un espacio en un estelar de televisión llamado "El departamento de Yamna Lobos" que era una sección de cámaras indiscretas del programa.
En septiembre del 2006, se eligió a la Reina de La Pampilla en la ciudad de Coquimbo, entre un grupo de cinco candidatas aspirantes a esa condecoración, la elegida y ganadora fue Yamna Lobos. La bailarina conquistó a los votantes con su campaña previa, que incluyó shows y diversas actividades y se le coronó reina de ese año con más de 13.700 votos del público que asistieron al evento, considerándose la favorita dentro del grupo de las candidatas contrincantes.
En 2007, realizó giras internacionales a Miami y Australia con algunos integrantes del Clan Rojo. En la primera gira viajó a perfeccionarse para ser entrenadora de zumba, además grabó unas apariciones en video para México con dicho ritmo en donde enseña este baile. A fines del mismo año se cierra un ciclo del programa Rojo Fama Contrafama dándole espacios a nuevos integrantes, renovando por completo el programa y la salida de rostros emblemáticos del programa, siendo Yamna una de ellas. Sin embargo, Yamna comentó en un conocido portal que no echaba de menos Rojo.
A fines de enero del 2008, participó activamente como candidata a reina del Festival de la Leche y la Carne, en Osorno, junto a otras tres candidatas, el cual ganó y se coronó como reina por casi el doble de votos de la que tuvo el segundo lugar.
En abril de 2008, firmó un contrato con Chilevisión, y aparece en Teatro en Chilevisión, Sin vergüenza, Gente como tú en una sección de baile entretenido llamado Yamna a morir que incentiva a jóvenes y adultos a una vida sana y de deportes; y Yingo, realizando en este último espacios como; El ránking de todos los tiempos, además de realizar sus musicales y desenvolviéndose en el rol de jurado. Cabe señalar que en octubre de 2008 lanzó su sencillo «Acércate a mí», el cual forma parte del segundo disco oficial de dicho programa y el primer sencillo como solista.
En 2009, entra a la segunda temporada del programa Fiebre de baile de CHV, en la cual se enfrentaron solamente participantes femeninas y obteniendo Yamna el segundo lugar de la competencia con un 22,5% de los votos del público.
El 24 de junio del 2010 renuncia a Yingo por no sentirse cómoda haciendo el papel de jurado en donde discutir y entrar en conflicto muchas veces con sus propios compañeros no estaba dentro de sus planes, pero igual estando en la segunda miniserie de dicho programa Don Diablo que le llevó una nominación en los premios TV Grama como Mejor Actriz Juvenil. Con respecto a su salida del programa Lobos comentó al respecto:

«Cuando entré a Yingo tenía muchas expectativas de las cuales algunas se cumplieron y otras no, saqué cosas positivas, me dieron la oportunidad de hacer muchos musicales, también de mostrar la faceta de jurado que al principio fue más liviano y que después fue variando el programa, cambiando las reglas y se fue poniendo más denso, y entrar en esos papeles de mala y pesada no va conmigo, ya que no me nace y nunca he sido así con la gente».
Yamna Lobos

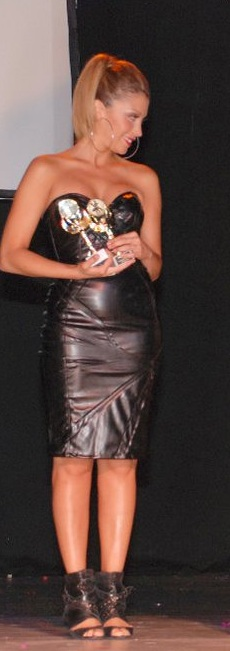
Lobos en 2010.

Después de renunciar a Yingo, fue contratada por el canal de televisión por cable Bang TV como conductora de dos programas el cual ella conduce; Danz, que consiste en enseñar pasos de baile, donde la gente pueda aprender sobre los ritmos y música de la actualidad y del género urbano y Soundtrax un programa de entrevistas, el cual traen invitados cada programa, en donde también piden sus temas favoritos. El 9 de agosto del 2010 hace su primera aparición.
El día viernes 30 de septiembre del 2011, sale elegida Reina de Sudamérica "DeSexus" (página de internet en línea), donde durante todo el mes compitieron diez mujeres de Sudamérica, cada una representando a su país, adjudicándose Yamna el primer lugar. Gracias al voto popular se impuso frente a Larissa Riquelme, Silvina Luna, Desiree Durán, Jessica Cediel, entre otras competidoras.
El día miércoles 23 de noviembre de 2011, se confirma la participación de Yamna en los Premios Gold Tie como animadora, premiación que se llevó a cabo el día martes 20 de diciembre en el Teatro Caupolicán, la cual también recibió dos nominaciones en las categorías Mejor Animador Juvenil y Rostro Popular Juvenil de dicha premiación.
En 2012, termina de conducir el programa Danz y parte con el programa de música urbana llamado Todo suena en el mismo canal Bang TV, junto a Simoney Romero. El día lunes 9 de enero hace su primera aparición en el programa.
El día martes 21 de febrero de 2012, Lobos ingresa al reality Mundos opuestos de Canal 13, ubicado en la comuna de Pirque como una nueva participante junto con Francisco "Murci" Rojas. La premisa del concurso consiste en que los participantes estarán divididos en dos grupos, unos viviendo "la vida del futuro" y otros "la vida del pasado". El capítulo fue mostrado el día 26 de febrero de 2012. Su salida del reality fue el día lunes 12 de marzo, mostrándose en pantalla el día jueves 15 y convirtiéndose así en la novena eliminada en una prueba de equilibrio. y en una de las mujeres mejor pagadas de la casona de Pirque. El día lunes 2 de abril Lobos ingresa nuevamente al reality por votación del público en el repechaje junto con Francisco "Murci" Rojas como en una primera instancia, mostrándose en televisión el día 9 de abril. Lobos fue eliminada el día lunes 14 de mayo, mostrándose en pantalla el día viernes 18, siendo la 16.ª eliminada del reality y la primera mujer eliminada el su recta final quedando en el sexto lugar de las mujeres en la competencia.
El 2 de julio, Yamna debuta como panelista en Secreto a voces, programa que se dedica a analizar la farándula y los espectáculos del país, emitido por Mega. Su última aparición fue el día sábado 2 de marzo.

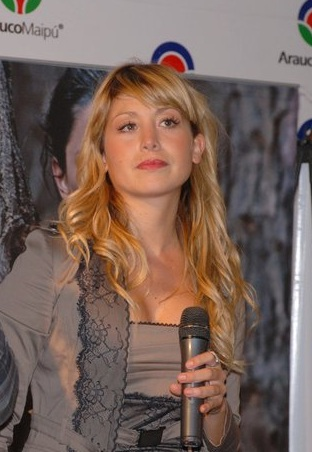
Yamna Lobos en la reinauguración Studio de danza de Rodrigo Díaz en la comuna de Maipú, Chile, 2011.

El día miércoles 10 de abril de 2013, ingresa al programa de baile llamado Baila! Al ritmo de un sueño de Chilevisión como participante en la cual junto a una persona anónima busca como objetivo cumplir su sueño, en este caso el de una clínica veterinaria para ayudar a los perros desamparados y abandonados en las calles. El día 9 de mayo Yamna logra llegar a la final de la competencia junto a su bailarín Juan Luis Urbina y logrando el segundo lugar de los participantes.
El 16 de marzo de 2015 se incorpora al programa "Vive la vida" de CVTV 2, canal regional del Valle de Aconcagua ubicada en la región de Valparaíso, como presentadora de una sección del programa en el cual enseña datos de salud, deportes y baile orientados a la vida sana y saludable.
En enero de 2017 se integra como jurado de sección del matinal Mucho gusto de Mega llamada "Las Estrellas de Joaquín" durante el periodo de verano, en donde se busca a los jóvenes y niños con diferente talento, ya sea de baile o canto.
En diciembre de 2017 y hasta enero de 2018 forma parte del jurado del matinal Bienvenidos de Canal 13 para una sección en donde buscan elegir a los mejores exponentes de K-pop, estilo de música integrado por varios géneros musicales, proveniente de Corea del Sur caracterizado por estar constituido por variados elementos audiovisuales.
En abril se confirma su participación en el regreso del programa de talentos Rojo de TVN como entrenadora de baile junto a sus compañeros de ese entonces Christian Ocaranza y María Isabel Sobarzo, además de Leandro Martínez, María Jimena Pereyra y Daniela Castillo como entrenador de canto. El 14 de mayo de 2018 se estrena el primer programa, liderando la sintonía en su horario.
En junio está a cargo de la conducción del programa Experiencia Rojo, lo que no viste, junto a los demás coaches, programa backstage del mismo programa de TVN que tiene contenido exclusivo y mostrando lo que sucede tras las cámaras del programa, donde se revisa las presentaciones de los participantes buscando aciertos, desaciertos y consejos para mejorar.

### Cine
Lobos ha participado en diversas apariciones como actriz, en series de televisión como La vida es una lotería, Teatro en Chilevisión y Don Diablo, en esta última interpretando a Virginia Santa Cruz, una sexy profesora. 
En 2006 aparece en la pantalla grande con la cinta Rojo, la película, centrada en el programa de televisión, siendo la única bailarina del mismo en participar en la película interpretando a Jimena Fuentes, una joven que no es apoyada en su sueño de bailar por su padre. En su primer día de exhibición, el día jueves 13 de julio, fue visto por 8800 espectadores, convirtiéndose así en un récord para el cine chileno, superando a otras exitosas películas nacionales. En provincia, incluso, llegó a duplicar en algunas localidades a los otros estrenos, según datos de la Cámara de Comercio Cinematográfico.

### Teatro
En el 2010, participa y hace su debut en la obra de teatro Sé infiel sin mirar a quién, extracto del programa de televisión chileno Teatro en Chilevisión junto a Patricio Torres y su elenco, y que remontó para una producción netamente teatral, logrando tener un gran éxito y llevando la obra a varias ciudades de Chile.

## Como empresaria

### Web channel
En el año 2011, Yamna se convierte en copropietaria de un canal llamado "Looc TV" que utiliza la plataforma de internet para generar programas y material más audaces, irreverentes y divertidos, a través de las redes sociales como lo son Twitter y Facebook. El público puede interactuar y formar parte de la comunidad, entregando su opinión, participando en concursos y generando contenidos. Su lanzamiento fue el día viernes 11 de noviembre del 2011.
En el 2012, se convierte en propietaria de su propio canal de televisión en internet llamado "YamnaTV", en la cual se podrá ver una variedad de temas, como las distintas apariciones de Yamna en televisión, como también secciones de moda, tendencias, farándula y salud. Su lanzamiento fue el día miércoles 25 de julio. Su primer programa fue lanzado el día miércoles 7 de noviembre llamado "Departamento de soltera", programa de entrevistas el cual cada capítulo trae a un invitado, siendo Yamna la conductora.

### Academia de baile
En 2013, inauguró su propia academia de baile junto a su expareja Thiago Cunha llamada "Thiago y Yamna Dance" ubicada en avenida Irarrázaval en Santiago, donde imparten diferentes ritmos como: baile entretenido, hip-hop, bachata, zumba, pole dance, salsa, jazz, ritmos urbanos, entre otros. El inicio de clases comenzó el día lunes 8 de abril. En octubre del mismo año Lobos terminó la sociedad que tenía con Thiago debido a asuntos internos y de desarrollo personal, como ella misma menciona, quiso independizarse y abrió su propia academia de baile ubicada en Avenida Rojas Magallanes, La Florida.

### Productora de eventos
En 2014, Lobos se puso con una productora de eventos llamada "Yamna Lobos Producciones", en la cual se desarrollan eventos para empresas, fiestas, matrimonios, espectáculos para colegios, entre otros.

## Política
El 26 de julio de 2016 se oficializó la candidatura independiente de Yamna como concejala a la comuna de Macul en la lista del Partido Progresista señalando que aceptó el desafío electoral "para trabajar desde lo social y así contribuir a cambiar las cosas que no están bien hace muchos años en la comuna". Lobos no logró un cupo en el concejo municipal y logró un 1,97% de los votos.

## Otras actividades
Yamna fue elegida para ser la coreógrafa oficial en lo que fue la visita del papa Francisco a Chile que se realizó del 15 al 18 de enero de 2018 en las ciudades de Santiago, Temuco e Iquique, siendo el segundo viaje apostólico realizado a dicho país, luego de la visita de Juan Pablo II en 1987.
En entrevista, Lobos confesó sentirse ligada a los papas y reveló algunas de las anécdotas que la unen a la religión católica.

“Cuando vino Juan Pablo II, yo era chiquitita y mi mamá me dice que el papa me dio la mano y que fue todo muy lindo. Luego, fui al Vaticano y sin querer presencié una misa al aire libre de Benedicto XVI y ahora que me tocará esto, siento que de una forma estoy ligada a los papas”.

## Filmografía

### Programas de televisión
| Año       | Programa                     | Rol                     | Canal       |
| --------- | ---------------------------- | ----------------------- | ----------- |
| 2000      | Venga conmigo                | Bailarina               | Canal 13    |
| 2001      | Mekano                       | Bailarina               | Mega        |
| 2002-2007 | Rojo: Fama contrafama        | Concursante/Bailarina   | TVN         |
| 2004-2005 | Noche de juegos              | Presentadora de sección | TVN         |
| 2008      | Gente como tú                | Presentadora de sección | Chilevisión |
| 2009      | Fiebre de baile 2            | Participante            | Chilevisión |
| 2008-2010 | Yingo                        | Jueza                   | Chilevisión |
| 2010-2011 | Danz                         | Conductora              | Bang TV     |
| 2010-2012 | Soundtrax                    | Conductora              | Bang TV     |
| 2012      | Todo suena                   | Conductora              | Bang TV     |
| 2012      | Mundos opuestos              | Participante            | Canal 13    |
| 2012-2013 | Secreto a voces              | Panelista               | Mega        |
| 2013      | Baila! Al ritmo de un sueño  | Participante            | Chilevisión |
| 2015      | Vive la vida                 | Presentadora de sección | VTV 2       |
| 2017      | Mucho gusto                  | Jurado de sección       | Mega        |
| 2017-2018 | Bienvenidos                  | Jurado de sección       | Canal 13    |
| 2018      | Rojo, el color del talento   | Entrenador              | TVN         |
| 2018      | Experiencia Rojo             | Conductora              | TVN         |
| 2018-2019 | Rojo, el color del talento 2 | Entrenador              | TVN         |
| 2019      | Rojo, el color del talento 3 | Entrenador              | TVN         |
| 2022      | Aquí se baila                | Participante            | Canal 13    |

### Roles como actriz
| Películas               | Películas              | Películas           | Películas     |
| Año                     | Título                 | Personaje           | Director      |
| ----------------------- | ---------------------- | ------------------- | ------------- |
| 2006                    | Rojo, la película      | Jimena Fuentes      | Nicolás Acuña |
| Teleseries              |                        |                     |               |
| Año                     | Teleserie              | Personaje           | Canal         |
| 2010                    | Don Diablo             | Virginia Santa Cruz | Chilevisión   |
| Series y unitarios      |                        |                     |               |
| Año                     | Serie                  | Personaje           | Canal         |
| 2004                    | La vida es una lotería | Susana              | TVN           |
| Programas de televisión |                        |                     |               |
| Año                     | Programa               | Personaje           | Canal         |
| 2008                    | Teatro en Chilevisión  | Enfermera           | Chilevisión   |
| 2008                    | El club de la comedia  | Ella misma          | Chilevisión   |
| 2009                    | Teatro en Chilevisión  | Gerenta Comercial   | Chilevisión   |
| 2012                    | Teatro en Chilevisión  | Pepa                | Chilevisión   |
| 2012                    | Teatro en Chilevisión  | Vivi                | Chilevisión   |
| 2012                    | Directo al corazón     | Camila              | Canal 13      |

### Apariciones en televisión
| Buenos días a todos                             | Invitada                        | TVN         |
| Morandé con compañía                            | Invitada varias veces           | Mega        |
| Rojo VIP                                        | Participación especial          | TVN         |
| Cara a cara                                     | Invitada                        | La Red      |
| Sin prejuicios                                  | Invitada                        | TVN         |
| Viña tiene festival                             | Invitada                        | TVN         |
| Vértigo                                         | Participante invitada           | Canal 13    |
| La última tentación                             | Invitada                        | Chilevisión |
| La noche del mundial                            | Invitada                        | TVN         |
| Pelotón II                                      | Participación especial          | TVN         |
| Cada loco con su tema                           | Invitada                        | TVN         |
| El baile en TVN                                 | Participación especial          | TVN         |
| Sin vergüenza                                   | Conductora reemplazante         | Chilevisión |
| El poder del 10                                 | Participante invitada           | Chilevisión |
| Sin Dios ni Late                                | Invitada/Panelista invitada     | Zona Latina |
| Mesa reservada                                  | Invitada                        | La Red      |
| Lo +                                            | Opinóloga                       | TV+         |
| Zona de estrellas                               | Invitada                        | Zona Latina |
| Alfombra roja                                   | Invitada                        | Canal 13    |
| Tonka Tanka                                     | Invitada                        | Canal 13    |
| Sábado por la noche                             | Invitada                        | Mega        |
| Golpe bajo                                      | Víctima de cámara indiscreta    | Mega        |
| Acoso textual                                   | Invitada                        | Canal 13    |
| Calle 7                                         | Invitada/Participación especial | TVN         |
| Gigantes con Vivi                               | Invitada                        | Mega        |
| Mucha tele                                      | Invitada                        | Vía X       |
| El día D                                        | Invitada                        | TV+         |
| Un minuto para ganar                            | Participante invitada           | TVN         |
| En portada                                      | Invitada                        | TV+         |
| Bienvenidos                                     | Invitada                        | Canal 13    |
| ¿Quién quiere ser millonario?: Alta tensión VIP | Participante invitada           | Canal 13    |
| SQP                                             | Invitada                        | Chilevisión |
| Circo romano                                    | Invitada                        | TV+         |
| Mentiras verdaderas                             | Invitada                        | La Red      |
| Así somos                                       | Panelista invitada              | La Red      |
| Mujeres primero                                 | Invitada                        | La Red      |
| Síganme los buenos                              | Invitada                        | Vive        |
| Primer plano                                    | Invitada                        | Chilevisión |
| Súper bueno                                     | Invitada                        | Vía X       |
| A las 11                                        | Invitada                        | Telecanal   |
| Psíquicos                                       | Invitada                        | Chilevisión |
| Xtreme dance                                    | Participación especial          | Mega        |
| Festival Viva Dichato                           | Participación especial          | Mega        |
| Mundos opuestos 2                               | Participación especial          | Canal 13    |
| No eres tú, soy yo                              | Panelista invitada              | Zona Latina |
| Intrusos                                        | Panelista invitada              | La Red      |
| Mañaneros                                       | Panelista invitada              | La Red      |
| Juga2                                           | Invitada                        | TVN         |
| Soundtrax                                       | Invitada                        | Bang TV     |
| Vértigo 2013                                    | Invitada                        | Canal 13    |
| Códigos                                         | Invitada                        | Vive        |
| Sabores                                         | Invitada                        | Zona Latina |
| Más que 2                                       | Invitada                        | TVN         |
| Más vale tarde                                  | Invitada                        | Mega        |
| Algo Personal                                   | Invitada                        | Vive        |
| Mucho gusto                                     | Invitada Varias veces           | Mega        |
| ¿Volverías con tu ex?                           | Participación especial          | Mega        |
| Eo eo eo                                        | Participación especial          | TVN         |
| Hola Chile                                      | Invitada                        | La Red      |
| Muy buenos días                                 | Participación especial          | TVN         |
| La Mañana                                       | Invitada                        | Chilevisión |
| Doble tentación                                 | Participación especial          | Mega        |

## Música & colaboraciones
| Sencillos - «La Cocotera» (con Maura Rivera) - «Enamórame» (con Maura Rivera) - «Acércate a mí» - «Vuela, vuela» (con Tanza, Nidyan y Puyol) - «Zumba» (de Cumbia a lo Pobre) | Videografía - 2009: «Su pelo» (de ZK & Crac MC) - 2017: «Una Copa Más» (de Elian King) - 2024: «Sin Ti» (de Lashin Culpa ft. Gran Rah) |

## Premios y nominaciones
| Año  | Premio   | Categoría                                      | Resultado |
| ---- | -------- | ---------------------------------------------- | --------- |
| 2010 | TV Grama | Mejor Actriz Juvenil (por Don diablo)          | Nominada  |
| 2011 | Gold Tie | Mejor Animadora Juvenil (por Danz y Soundtrax) | Nominada  |
| 2011 | Gold Tie | Rostro Popular Juvenil                         | Nominada  |
| 2012 | Gold Tie | Rostro Popular Juvenil                         | Nominada  |

### Otros premios
| Año  | Premio                                    | Lugar     |
| ---- | ----------------------------------------- | --------- |
| 2005 | Más Popular de Rojo fama contrafama       | Santiago  |
| 2006 | Reina de La Pampilla                      | Coquimbo  |
| 2008 | Reina del Festival de la leche y la carne | Osorno    |
| 2011 | Reina de Sudamérica "DeSexus"             | Argentina |